# Flimspitz
Flimspitz är en bergstopp i Schweiz.   Den ligger i kantonen Graubünden, i den östra delen av landet, 220 km öster om huvudstaden Bern. Toppen på Flimspitz är 2 929 meter över havet, eller 172 meter över den omgivande terrängen. Bredden vid basen är 0,60 km.
Terrängen runt Flimspitz är varierad. Runt Flimspitz är det glesbefolkat, med 13 invånare per kvadratkilometer.. Närmaste större samhälle är Sent, 18,3 km söder om Flimspitz. 
Trakten runt Flimspitz består i huvudsak av gräsmarker.